# محمد أحمد بشير
محمد أحمد بشير (مواليد 23 مايو 1987 في الخرطوم بحري، السودان)، هو لاعب كرة قدم سوداني يلعب لنادي الهلال كلاعب وسط.

## المسيرة الرياضية
بدأ مسيرته الكروية في نادي الموردة خلال موسم 2005-2006 واستمر معه حتى موسم 2008-2009. تألق في مركز الوسط لفت أنظار الأندية الكبرى في الدوري الممتاز، ما جعله هدفًا للكثير من الفرق.  
في 18 ديسمبر 2009، نجح نادي الهلال في التعاقد معه بصفقة انتقال حر بعد انتهاء عقده مع نادي الموردة. مع مرور الوقت، استطاع جذب اهتمام الأندية السعودية، ما أدى إلى انتقاله بنظام الإعارة إلى نادي الوحدة السعودي في 12 يونيو 2012.
ورغم مشاركته في 12 مباراة سجل خلالها هدفين فقط، لم يتمكن من تقديم الأداء المنتظر ليعود مجددًا إلى صفوف نادي الهلال. هناك استعاد تألقه وساهم في تحقيق لقب بطولة الدوري السوداني الممتاز في موسم 2014.

## روابط خارجية
- محمد أحمد بشير على موقع قاعدة بيانات كرة القدم.إي يو (الإنجليزية)
- محمد أحمد بشير على موقع ناشيونال فوتبول تيمز (الإنجليزية)
- محمد أحمد بشير على موقع Soccerway.com (الإنجليزية)
- محمد أحمد بشير على موقع كووورة